# مارتي باري
مارتي باري (بالإنجليزية: Marty Barry)‏ (و. 1905 – 1969 م) هو لاعب هوكي الجليد كندي، ولد في مدينة كيبك، مركز لعبه هو مركز ‏، توفي عن عمر يناهز 64 عاماً.
.

## جوائز
حصل على جوائز منها:
- كأس ستانلي.

## روابط خارجية
- مارتي باري على موقع دوري الهوكي الوطني (الإنجليزية)
- مارتي باري على موقع EliteProspects.com (الإنجليزية)
- مارتي باري على موقع HockeyDB.com (الإنجليزية)
- مارتي باري على موقع Hockey-Reference.com (الإنجليزية)